# Armand Charlet
Pour les articles homonymes, voir Charlet.
Pas d'image ? Cliquez ici
Armand Charlet, né à Argentière le 9 février 1900 et mort dans ce même village le 28 novembre 1975, est un alpiniste et guide français, l'une des figures les plus marquantes de l'alpinisme de l'entre-deux-guerres, considéré comme le plus grand guide de sa génération.

## Biographie
À la fois excellent « rochassier » et parfait « glaciairiste », Charlet mène à bien bon nombre de premières. Dans la revue spécialisée La Montagne et Alpinisme, Alain de Chatellus le considère comme le « chef incontesté et phare de sa génération ». En tant que référence, il est au monde des guides ce qu'a été Pierre Allain pour les « sans guide ». Auteur de trois mille ascensions et guide de douze cents clients, Armand Charlet se spécialise particulièrement dans les voies de l'aiguille Verte qu'il gravit 100 fois par pas moins de 14 itinéraires, dont 7 nouveaux. En dehors de ce sommet, parmi ses plus belles réussites, figurent aussi la conquête et la traversée des aiguilles du Diable.
Armand Charlet est membre du GHM à partir de 1925. Il enseigne à l'ENSA pendant de nombreuses années et a une grande influence sur plusieurs générations de guides de haute montagne.
Armand Charlet est le personnage central du film À l'assaut des aiguilles du Diable de Marcel Ichac (1942), grand classique du cinéma de montagne.

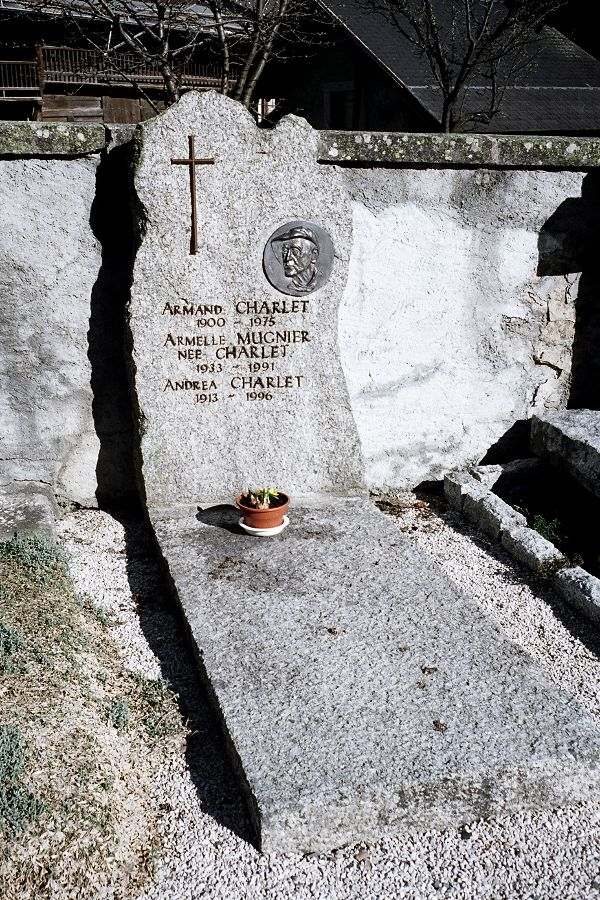
Tombe d'Armand Charlet à Argentière

## Ascensions
- 1924-1935 - De nombreuses premières dans l'aiguille Verte
- 1925 - Première ascension du Petit Capucin (3 425 m) avec Camille Devouassoux et Roger Frison-Roche
- 1925 - Première ascension du Trident du Chardonnet (3 500 m) avec Camille Devouassoux et Roger Frison-Roche
- 1925 - Première ascension des aiguilles du Diable, le 8 juillet
- 1925 - Première ascension de la corne sud-ouest des Cornes du Chamois, le 4 octobre avec Émile-Robert Blanchet
- 1926 - Première ascension de la face sud du Grand Perron avec Camille Devouassoux
- 1926 - Première traversée des aiguilles Rouges du Dolent avec Camille Devouassoux
- 1927 - Première traversée (et à skis) du col des Nantillons, point culminant du glacier des Nantillons, avec Camille Devouassoux
- 1927 - Première ascension hivernale de l'aiguille du Grépon avec Camille Devouassoux
- 1928 - Première hivernale de l'aiguille de Bionnassay avec Roger Frison-Roche
- 1929 - Voie directe de la face nord de l'aiguille du Plan, le 19 juillet
- 1929 - Versant du Nant-Blanc à l'aiguille Verte avec Camille Devouassoux
- 1932 - Couloir Couturier à l'aiguille Verte avec Marcel Couturier et Jules Simond
- 1934 - Ascension de la face nord-ouest du mont Dolent avec Marcel Couturier et Alfred Simond
- 1938 - Première traversée hivernale des Drus par avec Camille Devouassoux, le 25 février[6]

## Décorations
- Officier de la Légion d'honneur (6 aout 1952)
- Officier de l'Ordre du Mérite touristique
- Médaille d'or de l'éducation physique (1933)
- Médaille d'or du sauvetage
- Ordre du Mérite civil (France)

## Œuvre
- Armand Charlet, Vocation Alpine, Ed. Victor Attinger, 1949 - rééditions Hoëbeke, 1998  (ISBN 2-84230-063-7) et 2012  (ISBN 2842304438)